# 924
| [ Edytuj tabelę ]          |                                                                  |
| Król Anglii                | - 899 Edward Starszy 924 - 924 Athelstan 939                     |
| Hrabia Aragonii            | - 922 Andregota Galíndez 972                                     |
| Król Armenii               | - 913 Aszot II Żelazny 928                                       |
| Hrabia Barcelony           | - 911 Sunyer I 947                                               |
| Książę Bawarii             | - 907 Arnulf 937                                                 |
| Książę Burgundii           | - 923 Hugo Czarny 952                                            |
| Cesarz Bizancjum           | - 913 Konstantyn VII Porfirogeneta 959 - 919 Roman I Lekapen 944 |
| Car Bułgarii               | - 913 Symeon I 927                                               |
| Cesarz Chin                | - 923 Li Cunxu 926                                               |
| Książę Czech               | - 921 Wacław I Święty 935                                        |
| Król Franków zachodnich    | - 923 Rudolf I Burgundzki 936                                    |
| Cesarz Japonii             | - 897 Daigo 930                                                  |
| Kalif                      | - 908 Al-Muqtadir 932                                            |
| Hrabia Kastylii            | - 923 Ferdinand Gonzalez 970                                     |
| Król Khmerów               | - 922 Iszanawarman II 928                                        |
| Wielki książę Kijowa       | - 912 Igor Rurykowicz 945                                        |
| Patriarcha Konstantynopola | - 912 Mikołaj I Mistyk 925                                       |
| Władca Korei               | - 918 T’aejo 943                                                 |
| Król Leónu                 | - 914 Ordoño II 924 - 924 Fruela II 925                          |
| Król Nawarry               | - 905 Sancho I 926                                               |
| Król Norwegii              | - 872 Harald Pięknowłosy 930                                     |
| Papież                     | - 914 Jan X 928                                                  |
| Hrabia Portugalii          | - 924 Mendo I i Mumadona Dias 950                                |
| Cesarz rzymski             | - 915 Berengar 924                                               |
| Książę Saksonii            | - 912 Henryk I Ptasznik 936                                      |
| Król Szkocji               | - 900 Konstantyn II 943                                          |
| Doża Wenecji               | - 912 Orso II Partecipazio 932                                   |
| Książę Węgier              | - 907 Zoltán 947                                                 |

Rok 924 / CMXXIV
stulecia: IX wiek ~
X wiek ~
XI wiek

lata: 914 «
919 «
920 «
921 «
922 «
923 «
924
» 925
» 926
» 927
» 928
» 929
» 934

## Wydarzenia
- 1 sierpnia – Athelstan został królem Anglii.
- Wojska bułgarskie obległy Konstantynopol.
- Książę Chorwacji Dalmatyńskiej Tomisław po pokonaniu Węgrów i Bułgarów zjednoczył Chorwację.
- Podbój i wcielenie Serbii do państwa bułgarskiego.
- Rajd karmatów na pielgrzymów z Mekki.

## Urodzili się
- 22 marca – Đinh Bộ Lĩnh, pierwszy cesarz Wietnamu (zm. 979)

## Zmarli
- 7 kwietnia – Berengar I z Friulu, król Italii
- 18 lipca – Abu’l-Hasan Ali ibn al-Furat, muzułmański wezyr